# 喜雨宫
喜雨宫，位于中国广东省梅州市五华县棉洋镇罗城，为梅州市五华县的一个县级文物保护单位，类型为古建筑，公布时间为1994年9月。
喜雨宫的历史年代为清代。